# 巴布納沙達爾烏帕齊拉
巴布納沙達爾乌帕齐拉是孟加拉国巴布納縣的一个乌帕齐拉，位於拉傑沙希专区的巴布納縣。。

## 人口
據1991年孟加拉國人口普查，巴布納沙達爾共有戶數74,517戶，人口431513人。其中男性佔比51.76%，女性佔比48.24%；成年人口215,133人。該地7歲以上人口之平均識字率為29.1%。